# Mehdi Khchab
Mehdi Khchab (Charleroi, 14 augustus 1991) is een Belgisch voetballer die onder contract staat bij Cercle Brugge. 

## Statistieken
| Seizoen | Club               | Land   | Competitie         | Wedst | Goals |
| ------- | ------------------ | ------ | ------------------ | ----- | ----- |
| 2010/11 | Sporting Charleroi | België | Jupiler Pro League | 1     | 0     |
| 2011/12 | Sporting Charleroi | België | Tweede klasse      | 0     | 0     |
| 2012/13 | RE Virton          | België | Derde klasse B     | 0     | 0     |
| 2014/15 | RAEC Mons          | België | Tweede klasse B    | 32    | 0     |
| 2015/16 | Racing Mechelen    | België | Derde klasse       |       |       |
| 2016/17 | Cercle Brugge      | België | Eerste klasse B    | 21    | 0     |
|         |                    |        | Totaal             | 54    | 0     |